# Санта Луча (Бергамо)
Санта Луча је насеље у Италији у округу Бергамо, региону Ломбардија.
Према процени из 2011. у насељу је живело 111 становника. Насеље се налази на надморској висини од 509 м.